# Icewind Dale
Icewind Dale is een computerspel ontwikkeld door Black Isle Studios en uitgegeven door Interplay voor Windows en MacOS. Het rollenspel is uitgekomen op 29 juni 2000.
In 2002 verscheen een opvolger, genaamd Icewind Dale II.

## Plot
Een groep avonturiers komen bijeen in het dorpje Easthaven. Er zijn vreemde gebeurtenissen waargenomen in het nabij gelegen dorp Kuldahar. De groep reist af en krijgt te horen dat een mysterieuze kracht dorpelingen kidnapt. Als gevolg hiervan treden er stormen op en zijn er steeds vaker monsters gezien.
De avonturiers gaan op onderzoek en komen achter het kwaadaardige plan van priester Poquelin om de Jerrod's Stone te gebruiken voor het openen van een duivelspoort onder Easthaven.

## Spel
In het spel bestuurt de speler een party van maximaal zes personages die gestuurd worden in verschillende gevechten. Elk personage bevat unieke eigenschappen afhankelijk van de gekozen klasse, zoals het type wapens en gevechtstechnieken. Spelers kunnen door middel van ervaringspunten het personage opwaarderen, zodat deze sterker wordt in bepaalde vaardigheden.
De gevechten vinden in realtime plaats, maar er is een optie om de actie te pauzeren zodat de speler acties kan doorvoeren. Het spel is verdeeld in hoofdstukken, waarbij belangrijke gebeurtenissen of opmerkingen worden bijgehouden in een dagboek.

## Ontvangst
| Recensiescore       | Recensiescore |
| Recensieverzamelaar | Score         |
| ------------------- | ------------- |
| GameRankings        | 86%           |
| Metacritic          | 87%           |
| Publicist           | Score         |
| GameSpot            | 8,6           |
| IGN                 | 8,8           |
| PC Gamer (VK)       | 84%           |
| PC Gamer (VS)       | 85%           |
| PC Zone             | 75%           |

Icewind Dale ontving positieve recensies. Men prees de actie-elementen van het rollenspel, de diepgang en de muziek. Kritiek was er op de gameplay die te uniform en hoofdzakelijk op gevechten gericht is.
Het spel werd een commercieel succes en ging ruim 400.000 keer over de toonbank.
Op aggregatiewebsites Metacritic en GameRankings heeft het spel verzamelde scores van respectievelijk 87% en 86%.

## Uitbreidingen en remake
Op 21 februari 2001 verscheen een uitbreidingspakket, genaamd Icewind Dale: Heart of Winter. Het bevat aanpassingen en toevoegingen, zoals een nieuwe missie. Trials of the Luremaster is een uitbreidingspakket en update voor het spel die als gratis downloadbare inhoud beschikbaar kwam.
In oktober 2014 werd een remake van het spel uitgebracht onder de titel Icewind Dale: Enhanced Edition. De remake is ontwikkeld door Overhaul Games en uitgegeven door Atari, en bevat tevens alle uitbreidingspakketten.